# Vladimir Kouzmitchev
Vladimir Vladimirovitch Kouzmitchiov ou Kouzmitchev (en russe : Владимир Владимирович Кузьмичёв) est un footballeur russe né le 28 juillet 1979 à Moscou et mort le 24 septembre 2016 dans la même ville. Il évolue au poste de milieu offensif gauche.

## Biographie
Kouzmitchiov a joué six matchs en Ligue des champions sous les couleurs du Dynamo Kiev.

### Carrière
- 1996-1999 : Spartak Moscou  Russie
- 2000 : Novorossiysk  Russie
- 2001 : Dynamo Kiev  Ukraine
- 2001-2002 : CSKA Moscou  Russie
- 2002-2003 : → Torpedo Moscou  Russie
- 2003-2005 : → Spartak Naltchik  Russie
- 2005 : → Anji Makhatchkala  Russie
- 2006 : Kouban Krasnodar  Russie
- 2007-2008 : Terek Grozny  Russie
- 2009-2010 : FK Saturn  Russie
- 2011- : FK Dinamo Briansk  Russie